# Pakistanische Cricket-Nationalmannschaft in Südafrika in der Saison 2006/07
Die Tour der pakistanischen Cricket-Nationalmannschaft nach Südafrika in der Saison 2006/07 fand vom 11. Januar bis zum 14. Februar 2007 statt. Die internationale Cricket-Tour war Bestandteil der Internationalen Cricket-Saison 2006/07 und umfasste drei Tests, fünf ODIs und ein Twenty20. Südafrika gewann die Test-Serie 2–1, die ODI-Serie 3–1 und die Twenty20-Serie 1–0.

## Vorgeschichte
Südafrika spielte zuletzt eine Tour gegen Indien, Pakistan gegen die West Indies.
Das letzte Aufeinandertreffen der beiden Mannschaften bei einer Tour fand in der Saison 2003/04 in Pakistan statt.

## Stadien
Die folgenden Stadien wurden für die Tour als Austragungsort vorgesehen und am 10. Juni 2006 bekanntgegeben.
| Stadion                  | Stadt          | Kapazität | Spiele          |
| ------------------------ | -------------- | --------- | --------------- |
| Centurion Park           | Centurion      | 22.000    | 1. Test; 1. ODI |
| Sahara Stadium Kingsmead | Durban         | 25.000    | 2. ODI          |
| Wanderers Stadium        | Johannesburg   | 34.000    | 5. ODI; 1. T20  |
| Newlands Cricket Ground  | Kapstadt       | 25.000    | 3. Test; 4. ODI |
| Sahara Oval St George’s  | Port Elizabeth | 19.000    | 2. Test; 3. ODI |

## Kaderlisten
Pakistan benannte seinen Test-Kader am 29. Dezember 2006 und seinen ODI-Kader am 27. Januar 2007.
Südafrika benannte seinen Test-Kader am 6. Januar und seine Limited-Overs-Kader am 30. Januar 2007.
| Test | Test | ODI | ODI | Twenty20 | Twenty20 |
| Südafrika | Pakistan | Südafrika | Pakistan | Südafrika | Pakistan |
| --- | --- | --- | --- | --- | --- |
| - Graeme Smith (K) - Jacques Kallis (VK) - Paul Adams - Hashim Amla - Mark Boucher (wk) - AB de Villiers - Herschelle Gibbs - Andrew Hall - Paul Harris - Morne Morkel - André Nel - Makhaya Ntini - Shaun Pollock - Ashwell Prince - Jacques Rudolph - Dale Steyn | - Inzamam-ul-Haq (K) - Younis Khan (VK) - Asim Kamal - Danish Kaneria - Faisal Iqbal - Imran Farhat - Kamran Akmal (wk) - Mohammad Asif - Mohammad Hafeez - Mohammad Sami - Mohammad Yousuf - Naved-ul-Hasan - Shahid Nazir - Shoaib Malik - Umar Gul - Yasir Hameed - Zulqarnain Haider (wk) | - Graeme Smith (K) - Jacques Kallis (VK) - Loots Bosman - Mark Boucher (wk) - AB de Villiers - Herschelle Gibbs - Andrew Hall - Justin Kemp - Charl Langeveldt - André Nel - Makhaya Ntini - Robin Peterson - Shaun Pollock - Ashwell Prince - Roger Telemachus | - Inzamam-ul-Haq (K) - Younis Khan (VK) - Abdul Razzaq - Abdur Rehman - Imran Farhat - Imran Nazir - Kamran Akmal (wk) - Mohammad Asif - Mohammad Hafeez - Mohammad Sami - Mohammad Yousuf - Naved-ul-Hasan - Shabbir Ahmed - Shahid Afridi - Shoaib Malik - Umar Gul - Yasir Hameed - Zulqarnain Haider (wk) | - Graeme Smith (K) - Shaun Pollock (VK) - Loots Bosman - Gulam Bodi - AB de Villiers (wk) - Justin Kemp - Albie Morkel - Robin Peterson - Roger Telemachus - Alfonso Thomas - Johan van der Wath - Morne van Wyk | - Inzamam-ul-Haq (K) - Younis Khan (VK) - Abdul Razzaq - Abdur Rehman - Imran Farhat - Imran Nazir - Kamran Akmal (wk) - Mohammad Asif - Mohammad Hafeez - Mohammad Sami - Mohammad Yousuf - Naved-ul-Hasan - Shabbir Ahmed - Shahid Afridi - Shoaib Malik - Umar Gul - Yasir Hameed - Zulqarnain Haider (wk) |

## Tour Match
| 6. – 8. Januar Scorecard | Kimberley | Pakistanis 485-9d (111.1) & 96-2 (20) | – | Rest of South Africa 383 (113.1) |
|                          |           | Remis                                 |   |                                  |

## Tests

### Erster Test in Centurion
| 11. – 15. Januar Scorecard | Centurion | Pakistan 313 (96.5) & 302 (96.2) | – | Südafrika 417 (117.5) & 199-3 (60.5) |
|                            |           | Südafrika gewinnt mit 7 Wickets  |   |                                      |

Der südafrikanische Spieler Herschelle Gibbs wurde auf Grund von rassistischen Kommentaren zu Zuschauern nach dem diese ihn provoziert hatten für den Rest der Test-Serie gesperrt.

### Zweiter Test in Port Elizabeth
| 19. – 23. Januar Scorecard | Port Elizabeth | Südafrika 124 (40.0) & 331 (133.2) | – | Pakistan 265 (76.0) & 191-5 (57.3) |
|                            |                | Pakistan gewinnt mit 5 Wickets     |   |                                    |

### Dritter Test in Kapstadt
| 26. – 30. Januar Scorecard | Kapstadt | Pakistan 157 (43.1) & 186 (51.2) | – | Südafrika 183 (53.0) & 161-5 (64.0) |
|                            |          | Südafrika gewinnt mit 5 Wickets  |   |                                     |

## Twenty20 International in Johannesburg
| 2. Februar Scorecard | Johannesburg | Pakistan 129-8 (20)              | – | Südafrika 132-0 (11.3) |
|                      |              | Südafrika gewinnt mit 10 Wickets |   |                        |

## One-Day Internationals

### Erstes ODI in Centurion
| 4. Februar Scorecard | Centurion | Südafrika 392-6 (50)           | – | Pakistan 228 (46.4) |
|                      |           | Südafrika gewinnt mit 164 Runs |   |                     |

Der pakistanische Spieler Shahid Afridi wurde auf Grund des drohens mit dem Schlägers in Richtung eines Zuschauers mit vier ODI Sperre bestraft. Die Sperre bezog auch die ersten beiden Spiele des Cricket World Cup 2007 mit ein.

### Zweites ODI in Durban
| 7. Februar Scorecard | Durban | Pakistan 351-4 (50)           | – | Südafrika 210 (40.0) |
|                      |        | Pakistan gewinnt mit 141 Runs |   |                      |

### Drittes ODI in Port Elizabeth
| 9. Februar Scorecard | Port Elizabeth | Pakistan 245-8 (49.5) | – | Südafrika |
|                      |                | No Result             |   |           |

### Viertes ODI in Kapstadt
| 11. Februar Scorecard | Kapstadt | Pakistan 107 (45.4)              | – | Südafrika 113-0 (14.0) |
|                       |          | Südafrika gewinnt mit 10 Wickets |   |                        |

### Fünftes ODI in Johannesburg
| 14. Februar Scorecard | Johannesburg | Pakistan 153 (40.5)             | – | Südafrika 156-1 (28.2) |
|                       |              | Südafrika gewinnt mit 9 Wickets |   |                        |

## Statistiken
Die folgenden Cricketstatistiken wurden bei dieser Tour erzielt.
| Tests          | Tests      | Tests   | Tests   | Tests   | Tests   | Tests   | Tests   | Tests   |
| Batting        | Batting    | Batting | Batting | Batting | Batting | Batting | Batting | Batting |
| Spieler        | Mannschaft | Spiele  | Innings | Runs    | Average | HS      | 100s    | 50s     |
| -------------- | ---------- | ------- | ------- | ------- | ------- | ------- | ------- | ------- |
| Jacques Kallis | Südafrika  | 3       | 6       | 272     | 54,40   | 91      | 0       | 3       |
| Ashwell Prince | Südafrika  | 3       | 5       | 240     | 60,00   | 138     | 1       | 1       |
| Younis Khan    | Pakistan   | 3       | 6       | 226     | 45,20   | 68      | 0       | 2       |
| Inzamam-ul-Haq | Pakistan   | 3       | 6       | 198     | 39,60   | 92*     | 0       | 1       |
| Graeme Smith   | Südafrika  | 3       | 6       | 167     | 27,83   | 64      | 0       | 1       |
| Bowling        |            |         |         |         |         |         |         |         |
| Spieler        | Mannschaft | Spiele  | Overs   | Wickets | Average | BBI     | 5W      | 10W     |
| Mohammad Asif  | Pakistan   | 3       | 125.5   | 19      | 18,47   | 5/76    | 2       | 0       |
| Makhaya Ntini  | Südafrika  | 3       | 103.1   | 19      | 18,68   | 6/59    | 2       | 0       |
| Danish Kaneria | Pakistan   | 3       | 179.1   | 15      | 26,33   | 4/105   | 0       | 0       |
| Jacques Kallis | Südafrika  | 3       | 68      | 10      | 25,00   | 4/42    | 0       | 0       |
| Shaun Pollock  | Südafrika  | 2       | 67      | 8       | 23,37   | 3/60    | 0       | 0       |

| ODIs            | ODIs       | ODIs    | ODIs    | ODIs    | ODIs    | ODIs    | ODIs    | ODIs    |
| Batting         | Batting    | Batting | Batting | Batting | Batting | Batting | Batting | Batting |
| Spieler         | Mannschaft | Spiele  | Innings | Runs    | Average | HS      | 100s    | 50s     |
| --------------- | ---------- | ------- | ------- | ------- | ------- | ------- | ------- | ------- |
| Mohammad Yousuf | Pakistan   | 5       | 5       | 245     | 61,25   | 101*    | 1       | 1       |
| AB de Villiers  | Südafrika  | 5       | 4       | 231     | 115,50  | 71*     | 0       | 3       |
| Jacques Kallis  | Südafrika  | 5       | 3       | 193     | 193,00  | 88*     | 0       | 2       |
| Shoaib Malik    | Pakistan   | 5       | 4       | 155     | 77,50   | 52*     | 0       | 1       |
| Younis Khan     | Pakistan   | 5       | 5       | 155     | 31,00   | 93      | 0       | 1       |
| Bowling         |            |         |         |         |         |         |         |         |
| Spieler         | Mannschaft | Spiele  | Overs   | Wickets | Average | BBI     | 5W      | 10W     |
| Shaun Pollock   | Südafrika  | 5       | 50      | 9       | 18,66   | 5/23    | 1       | 0       |
| Makhaya Ntini   | Südafrika  | 5       | 46.5    | 8       | 28,25   | 3/51    | 0       | 0       |
| Andrew Hall     | Südafrika  | 3       | 22.4    | 7       | 12,71   | 4/35    | 0       | 0       |
| Jacques Kallis  | Südafrika  | 5       | 29      | 7       | 21,85   | 3/34    | 0       | 0       |
| Shahid Afridi   | Pakistan   | 3       | 19      | 5       | 13,40   | 3/25    | 0       | 0       |

| Twenty20           | Twenty20   | Twenty20 | Twenty20 | Twenty20 | Twenty20 | Twenty20 | Twenty20 | Twenty20 |
| Batting            | Batting    | Batting  | Batting  | Batting  | Batting  | Batting  | Batting  | Batting  |
| Spieler            | Mannschaft | Spiele   | Innings  | Runs     | Average  | HS       | 100s     | 50s      |
| ------------------ | ---------- | -------- | -------- | -------- | -------- | -------- | -------- | -------- |
| Graeme Smith       | Südafrika  | 1        | 1        | 71       |          | 71*      | 0        | 1        |
| Loots Bosman       | Südafrika  | 1        | 1        | 53       |          | 53*      | 0        | 1        |
| Mohammad Hafeez    | Pakistan   | 1        | 1        | 25       | 25,00    | 25       | 0        | 0        |
| Kamran Akmal       | Pakistan   | 1        | 1        | 21       | 21,00    | 21       | 0        | 0        |
| Naved-ul-Hasan     | Pakistan   | 1        | 1        | 17       |          | 17*      | 0        | 0        |
| Bowling            |            |          |          |          |          |          |          |          |
| Spieler            | Mannschaft | Spiele   | Overs    | Wickets  | Average  | BBI      | 5W       | 10W      |
| Alfonso Thomas     | Südafrika  | 1        | 4        | 3        | 8,33     | 3/25     | 0        | 0        |
| Albie Morkel       | Südafrika  | 1        | 4        | 1        | 16,00    | 1/16     | 0        | 0        |
| Roger Telemachus   | Südafrika  | 1        | 4        | 1        | 22,00    | 1/22     | 0        | 0        |
| Johan van der Wath | Südafrika  | 1        | 3        | 1        | 23,00    | 1/23     | 0        | 0        |
| Shaun Pollock      | Südafrika  | 1        | 4        | 1        | 26,00    | 1/26     | 0        | 0        |

## Player of the Series
Als Player of the Series wurden die folgenden Spieler ausgezeichnet.
| Serie | Player of the Series |
| ----- | -------------------- |
| Test  | Jacques Kallis       |
| ODI   | Shaun Pollock        |

### Player of the Match
Als Player of the Match wurden die folgenden Spieler ausgezeichnet.
| Spiel   | Player of the Match |
| ------- | ------------------- |
| 1. Test | Hashim Amla         |
| 2. Test | Inzamam-ul-Haq      |
| 3. Test | Jacques Kallis      |
| 1. T20  | Loots Bosman        |
| 1. ODI  | Jacques Kallis      |
| 2. ODI  | Younis Khan         |
| 4. ODI  | Shaun Pollock       |
| 5. ODI  | Shaun Pollock       |